# 241
El 241 (CCXLI) fou un any comú començat en divendres del calendari julià.

## Esdeveniments
- L'emperador romà Gordià III arriba a Antioquia amb el seu exèrcit i enceta els preparatius per a una ofensiva contra l'Imperi Sassànida.[1]